# Hôtel de Ferron
Ne doit pas être confondu avec hôtel Le Ferron.
L’hôtel de Ferron est un hôtel particulier situé à Rennes, dans le département d'Ille-et-Vilaine.

## Situation
L’hôtel se trouve au numéro 34 de la rue Saint-Georges et rue du Docteur-Regnault (anciennement rue Trassard avant 1923) à l'est du centre-ville de Rennes.

## Histoire
Ce bâtiment a été construit à la fin du XVIIe et au XVIIIe siècle.
Il a abrité la Chambre de commerce et d'industrie de Rennes au XIXe siècle.
Ce bâtiment fait l’objet d’une inscription au titre des monuments historiques depuis le 28 juin 1967.